# Africactenus agilior
Africactenus agilior är en spindelart som först beskrevs av Pocock 1899.  Africactenus agilior ingår i släktet Africactenus och familjen Ctenidae. Inga underarter finns listade i Catalogue of Life.